# 包紮
包紮一般係指意外發生後，急救過程中不可或缺的一環。包紮的功能包括：固定受傷部位、支托患部、保護傷口、止血防腫等。一般來說，包紮的材料有三種：敷料、繃帶、三角巾，視情況決定包紮法以及材料的選定。而包紮法的分類主要分為繃帶、三角巾兩種，以下將分別介紹。

## 繃帶包紮
1.環狀與螺旋包紮：用於固定「相同粗細部位」的患部。
2.八字包紮法：用於固定關節處的患部。

## 三角巾包紮
依據患部的位置，決定使用頭部、肩部、手部、髖部、膝部、足部等。